# Peloribates intermedius
Peloribates intermedius är en kvalsterart som beskrevs av Durga Charan Mondal 1984. Peloribates intermedius ingår i släktet Peloribates och familjen Haplozetidae. Inga underarter finns listade i Catalogue of Life.